# Spazio, tempo e altri misteri
Spazio, tempo e altri misteri (The Second Book of Fritz Leiber, letteralmente Il secondo libro di Fritz Leiber) è una raccolta di racconti e articoli dello scrittore americano Fritz Leiber. Fu pubblicata per la prima volta nel settembre 1975 da DAW Books nella collana DAW Collectors ed è stata tradotta in italiano da Arnoldo Mondadori Editore in Oscar Fantascienza 93 nel 1991. 
Va a comporre un dittico monografico dedicato a Leiber assieme al volume Spazio, tempo e mistero (The Book of Fritz Leiber), edito sempre da DAW nel 1974 e tradotto sempre da Mondadori nel 1987. Pochi anni dopo le due raccolte sarebbero state riunite nell'omnibus The Book of Fritz Leiber, Volume I & II (Gregg Press, 1980), di cui non esiste un corrispettivo italiano.
I due volumi costituiscono la prima di tre retrospettive sull'opera di Leiber pubblicate in rapida successione a metà degli anni Settanta, assieme a Il meglio di Fritz Leiber (Sphere Books e Doubleday, 1974) e a The Worlds of Fritz Leiber (Ace Books, 1976). 

## Struttura
Il volume comprende una prefazione di Leiber, cinque racconti fantasy, fantascientifici e horror, e sei articoli intervallati ai racconti stessi, di modo che ogni racconto sia seguito da un articolo di argomento affine (l'ultimo articolo resta invece autonomo); la traduzione italiana antepone inoltre alla prefazione di Leiber un'introduzione composta da Giuseppe Lippi. Cinque articoli e tre racconti erano già apparsi su varie riviste o (in un caso) in un'antologia miscellanea, mentre il sesto articolo e gli ultimi due racconti furono composti appositamente per questa raccolta. Dei due racconti inediti uno appartiene alla saga di Fafhrd e il Gray Mouser e confluì due anni dopo nella raccolta Spade tra i ghiacci (Swords and Ice Magic, Ace Books, 1977).

## Contenuti
Per ogni testo apparso originariamente su rivista o in antologia si indica anche la prima edizione; tre dei cinque racconti erano già apparsi in italiano in traduzioni precedenti, di cui si forniscono in nota i riferimenti.
- «Maestri fantastici del dopoguerra» (introduzione di Giuseppe Lippi all'edizione italiana).
- Prefazione di Fritz Leiber.
- "Il leone e l'agnello" ("The Lion and the Lamb"), Astounding Science Fiction settembre 1950.
- «Le potenti maree» («The Mighty Tides», originariamente intitolato «What Makes the Mighty Tides»), Science Digest aprile 1961.
- "Intrappolati nel Mare di Stelle" ("Trapped in the Sea of Stars"), inedito del ciclo di Fafhrd e il Gray Mouser.[2]
- «Io e Fafhrd» («Fafhrd and Me»), Amra vol. 2 n. 26, ottobre 1963.
- "Belsen Express" ("Belsen Express"), inedito auto-conclusivo.[3]
- «Ingmar Bergman, uno scrittore di fantasy» («Ingmar Bergman: Fantasy Novelist»), marzo 1974.
- "Il grido" ("Scream Wolf"), Mike Shayne Mystery Magazine febbraio 1961.[4]
- «Quelle tremende parole straniere: II» («Those Wild Alien Words: II»), inedito; la prima parte appare in Spazio, tempo e mistero.
- "La sposa meccanica" ("The Mechanical Bride"), nell'antologia Science-Fiction Thinking Machines: Robots, Androids, Computers, a cura di Groff Conklin, Vanguard Press, 1954.
- «Nell'iperspazio con Brown Jenkin» («Through Hyperspace with Brown Jenkin»), settembre 1963.
- «Una difesa dei lupi mannari» («A Defense of Werewolves», originariamente intitolato «Fantasy on the March»), The Arkham Sampler primavera 1948.

## Premi
La raccolta ha vinto nel 1976 il Premio British Fantasy per il miglior racconto (la motivazione della giuria non indicò se l'inedito premiato fosse "Intrappolati nel Mare di Stelle" o "Belsen Express"). Il racconto "Belsen Express" ha vinto il Premio World Fantasy al miglior racconto nel 1976.